# 文藝復興藝術

文艺复兴时期著名的油画作品:蒙娜丽莎

文艺复兴藝術，是文艺复兴时代對欧洲整體美术风格的一個總称，也屬於整个文艺复兴运动的一部份。該藝術風格上接哥特式藝術，下啟巴洛克藝術。
文藝復興風格大致发展阶段是在14世纪兴起，於15世纪在意大利半島全面展开，在16世纪在整個歐洲达到了鼎盛期。17世纪后，欧洲美术风格渐渐转向矫饰主义。文艺复兴美术是西欧城市文化繁荣的产物，同时它与教会关系密切。在绘画上的成就最大，建筑和雕刻则稍逊之。文艺复兴美术最初发源于意大利的佛罗伦萨，随后逐渐向欧洲各地传播，在意大利和德国、荷兰尤甚，在这些地区都产生自己杰出的艺术家。文艺复兴美术在南欧和北欧都有自己的特点，作为文艺复兴美术中心的意大利，成为后来几个世纪里，欧洲艺术家们的朝圣地。这个时期，艺术人才辈出，特别是达芬奇、米开朗基罗、拉斐尔被誉为文艺复兴三杰。

## 绘画

### 各大画派
在文艺复兴时代，形成了许多地方画派。众多的地方画派是意大利诸多城市共和国的反映。城市经济的繁荣带为文艺复兴美术的展开提供了丰富的土壤。比较著名的有佛罗伦萨画派、锡耶纳画派、威尼斯画派、翁布利亚画派、帕多瓦画派和波隆那的折衷画派。佛罗伦萨画派是文艺复兴时期第一个重要的画派。威尼斯画派则是另一个重要画派，以运用色彩而称名，其他各个画派都有自己的特色。實際上画派只是一种艺术流派的模糊区分。画家们开设画坊，他们的客户不仅是教会，还有贵族、商人，由于订件过多，画家往往和助手们一起完成。

### 14世纪

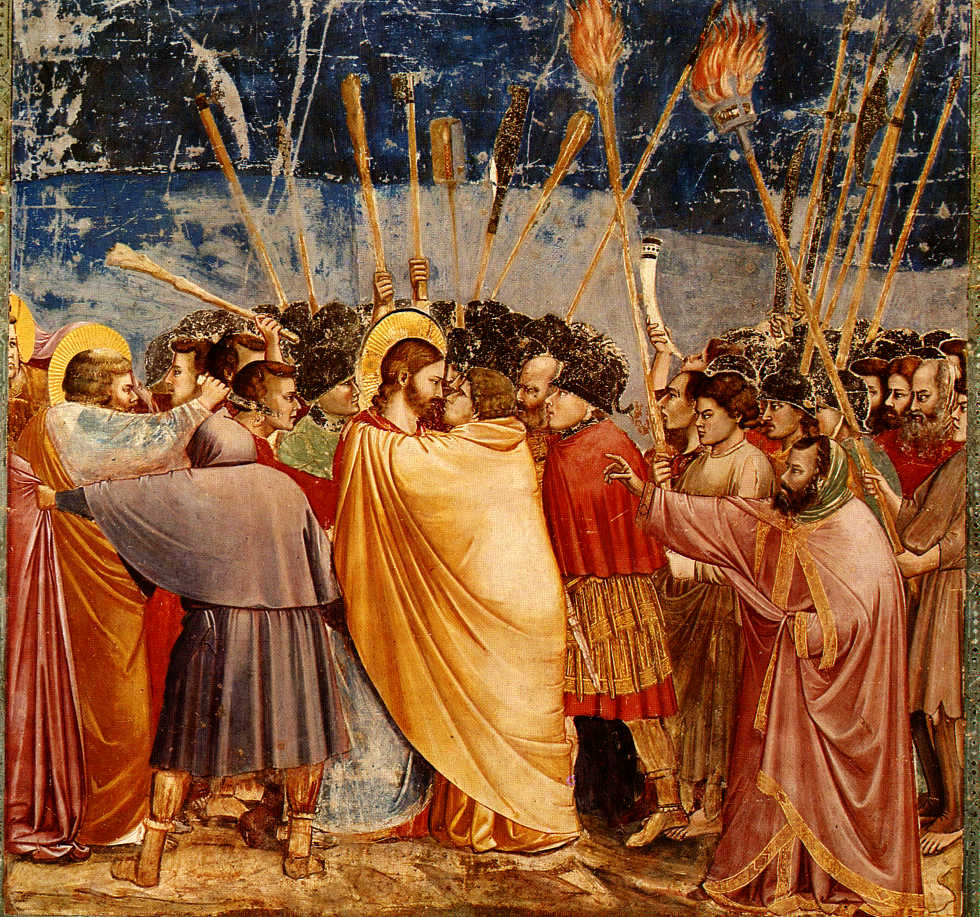
乔托作品：犹大之吻

佛罗伦萨的乔托·迪·邦多纳是文艺复兴美术的先驱者，他摆脱了中世纪绘画的呆板，无论是透视手法，还是色彩的运用，都展现了他的非凡的艺术才华。乔托受到了他所处时代的欢迎，许多人都模仿他的绘画技法。这个时期，由乔托重新开始的透视技法开始被广泛接受。佛罗伦萨画派、翁布利亚画派是这个时期的两大画派。佛罗伦萨画派的代表人物除了乔托之外还有乔凡尼·达·米兰、马索·迪·邦克，至於锡耶纳画派則有西蒙尼·馬蒂尼、彼得羅·洛倫澤蒂。

### 15世纪

《维纳斯的诞生》，桑德罗·波提切利的作品

这个时代的画家仍在空间表现力上进行努力的探索。15世纪意大利壁画主要的绘画形式是湿壁画，这个时期也是油画发明直至取代蛋彩畫的时期。由于美蒂奇家族的赞助，以及上个世纪的艺术传统之下，佛罗伦萨画派成为这个世纪最鼎盛的画派。这个画派早期的代表人物是马萨乔，他也是15世纪初期最著名的画家。他在27岁就去世，他的成就体现在为布兰卡契家族礼拜堂所作的祭坛壁画上，他的作品《失乐园》开裸体绘画之先，他的绘画工作为文艺复兴时代的美术风格奠定了基础。另一个画家保罗·乌切洛由于所绘飞禽精致而有“飞鸟”之称，他的代表作是《聖羅馬諾之戰》。和中世纪时期相比，同样也有许多修士参与美术创作，著名的修士画家有安吉利科和菲力颇·利比。15世纪下半叶著名画家波提切利的几幅作品相当有名，《春》、《维纳斯的诞生》、《污蔑》对人体美的描绘达到了一个新的高度。其他著名的画家还有吉尔兰戴欧、阿雷索·多维内提、维洛及欧。
15世纪还有威尼斯画派、翁布利亚画派、帕多瓦画派三个主要的画派。翁布利亚画派以擅长构图和风景描绘而出彩。著名的画家有美洛佐·达·弗利、盧卡·西諾萊利、佩鲁吉诺，其中佩鲁吉诺是拉斐尔的老师。帕多瓦画派的最著名画家曼坦亚在透视技巧上手法娴熟，同时，他也是一位出色的版画家。安托内罗·达·梅西那将尼德兰的油画技法传入威尼斯，使得该画派在色彩的变现力上成为意大利的佼佼者。威尼斯画派以后一直以色彩见长。威尼斯画派的著名画家还有贝利尼三兄弟、韦列托·卡巴乔。

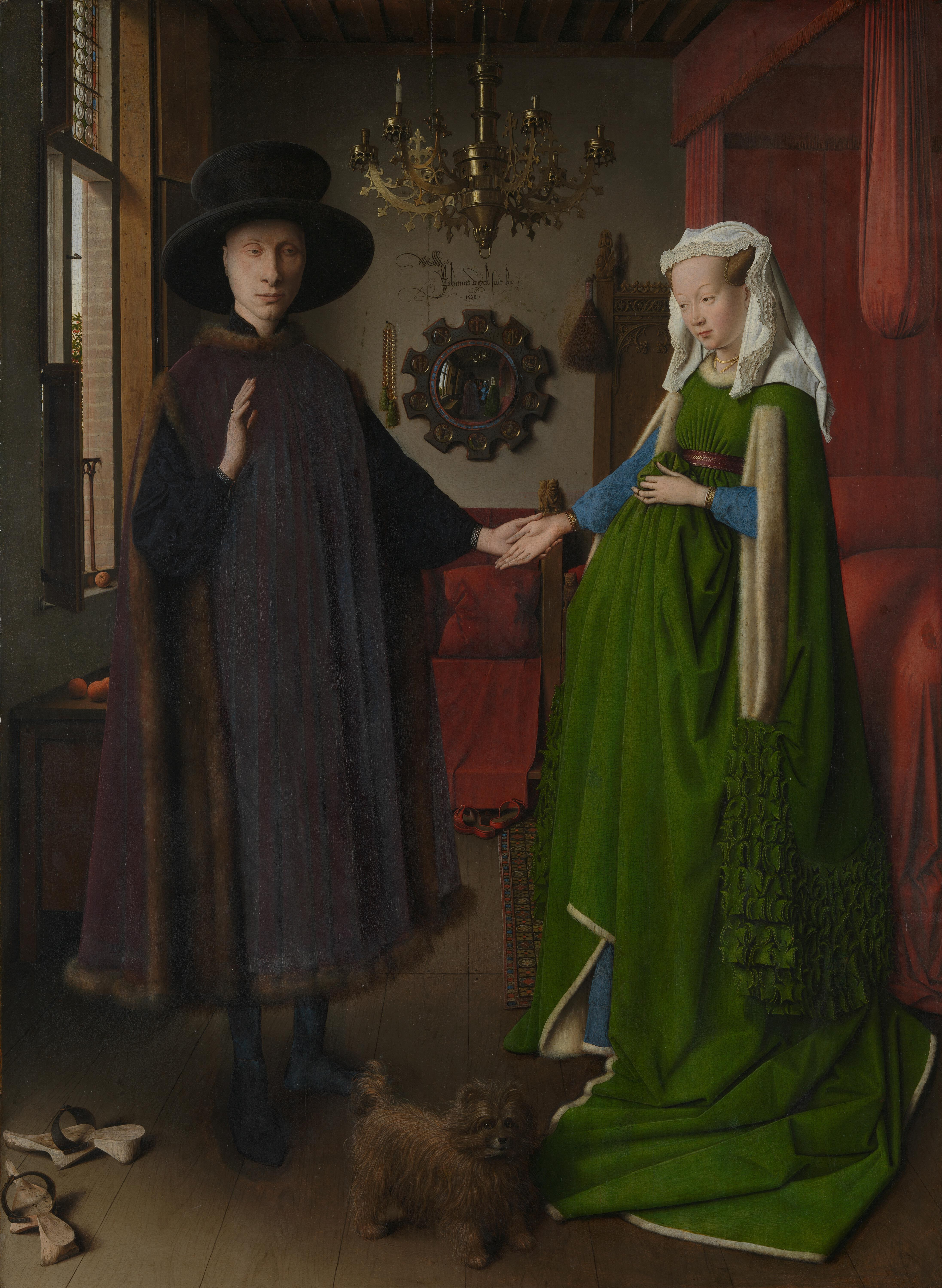
扬·范·艾克作品:《阿尔诺非尼夫妇》

在北欧，勃艮第公国的首府第戎是一个艺术中心，而尼德兰地区则以商贸发达成为一个艺术重镇，15世纪尼德兰最著名的画家首推范·艾克兄弟，长兄休伯特·范·艾克和其弟扬·范·艾克相比，名声要逊色许多。两人改良或者可以说是发明了油画，他们的著名作品包括：两人合作的根特祭坛画、扬·范·艾克独立作品《阿尔诺非尼夫妇》，这个时期尼德兰著名的画家还有比特拉斯·克里斯提斯、罗希尔·范·德韦登、耶羅尼米斯·博斯等。

### 16世纪

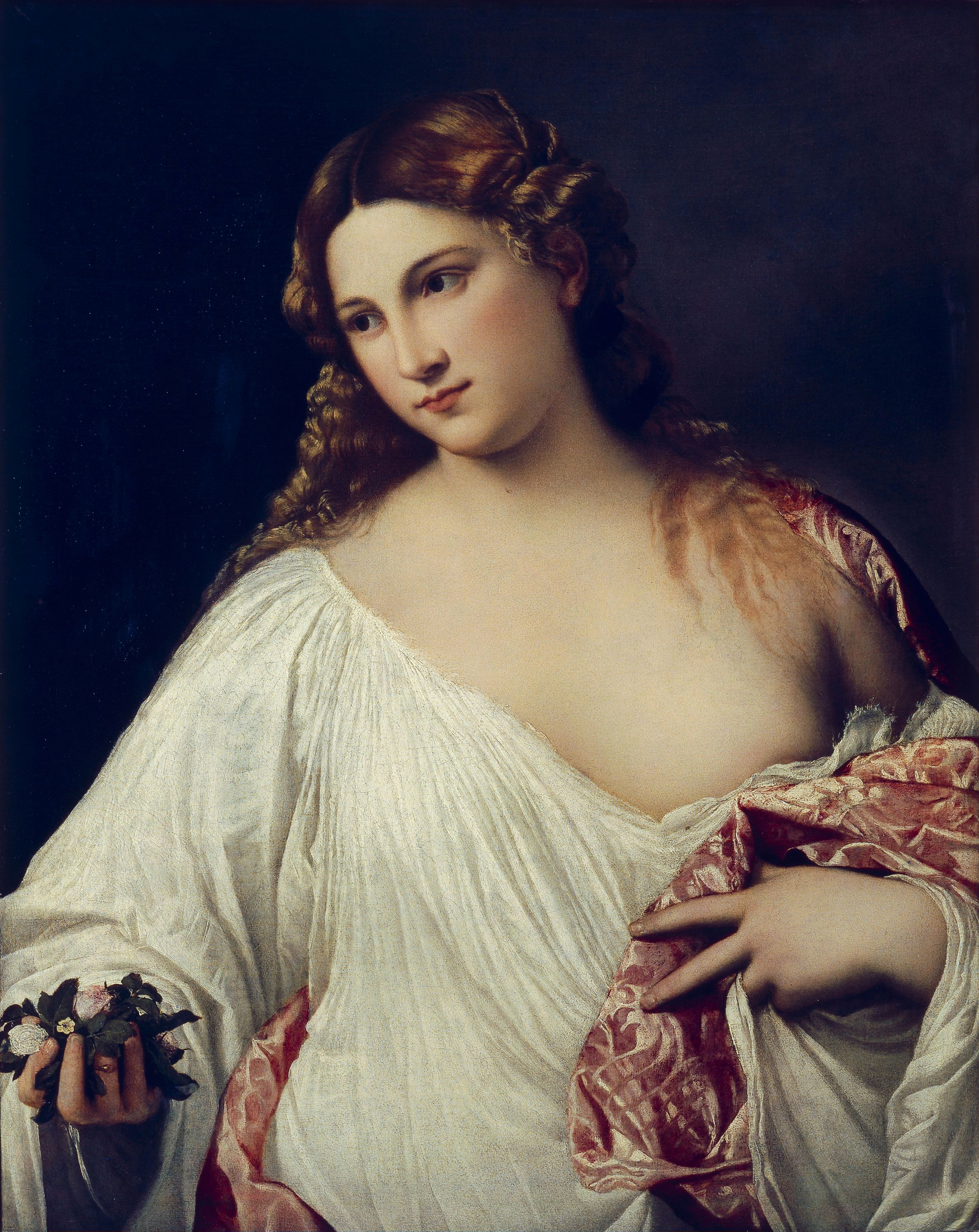
提香作品：持花女

16世纪是文艺复兴美术的盛期。15世纪下半叶出生的文艺复兴三杰达芬奇、米开朗基罗、拉斐尔相继进入了他们的创作期，除了这三个著名的人物外，还有诸多画家在这个时代留下了自己的名字。16世纪的另一个值得注意的现象是宗教改革运动对绘画的冲击，由于宗教改革提倡反对偶像崇拜，在欧洲北部产生了不小的影响，绘画一度趋于消沉。
16世纪最兴盛的画派是威尼斯画派。威尼斯画派以擅长用色而闻名，该画派著名的画家有乔尔乔内、提香、丁托列托、委罗内塞、雅克伯·帕尔马。其中，乔尔乔内和提香两人有过密切的合作，艺术风格上相当接近。乔尔乔内在盛年因病去世，作品不多而质量上乘，提香用色华丽，他的作品色彩明艳。丁托列托是提香的学生，他对色彩的运用也相当出色。委罗内塞是名装饰画家，擅长运用白色，他有数幅宴饮主题的著名作品。到了16世纪末期，这时的画家的作品往往带上矫饰主义风格。16世纪另一个著名的画派是博洛尼亚的折衷画派，这个画派融合了意大利南北绘画，安东尼奥·柯勒乔是这个画派的代表人物，由于长期生活在小城柯勒乔，他的作品能够被普通民众所接受。著名的画家还有帕尔米贾尼诺、卡拉契兄弟，卡拉契兄弟不仅是优秀的画家，还创办了世界上第一所美术学院以培养美术人才。

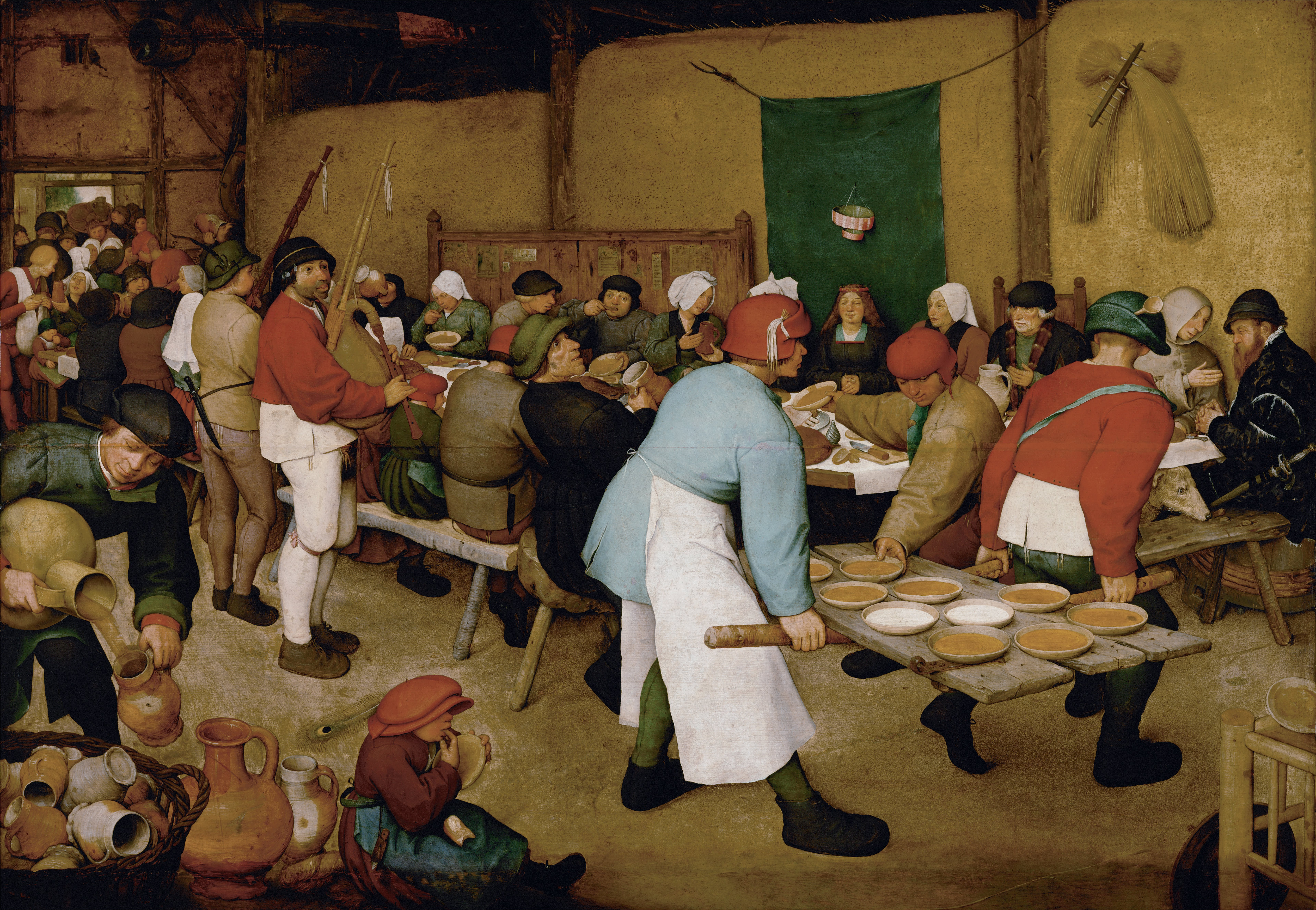
老彼得·布呂赫爾作品：《农民婚礼》(1568年)

在欧洲北部尼德兰绘画的一个重要的特点是宗教意识不强，但是有关市民生活题材的作品层出不穷，风景画、肖像画、风俗画等一系列有关普通市民的绘画在尼德兰绘画中占了相当的比例，总地来说，尼德兰的绘画有很强的现实主义风格。在16世纪，这种现象表现的尤为明显。16世纪的绘画大家是老彼得·布呂赫爾，他将目光投向广大的农村，一些作品描绘了那个时期的尼德兰农村生活。两个儿子小彼得·布呂赫爾和老扬·布呂赫爾都是画家。另外，16世纪的尼德兰，一些画家受到了意大利的影响，这些人被称作罗马派画家，包括扬·戈萨尔特、巴纳德·范·奥里、扬·塔斯塔特等。在德国，绘画大家丢勒是德国文艺复兴的代表人物，他不仅擅长油画，还颇为精通版画。德国文艺复兴时期的著名画家还有阿尔特多费尔、鲁卡斯·克拉纳赫、小汉斯·霍尔拜因、德国著名的画派是一描绘多瑙河沿岸风光的多瑙河画派。

## 建筑

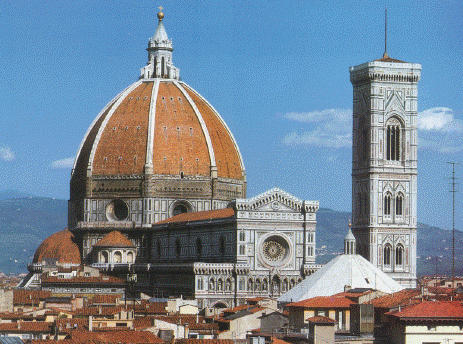
圣母百花圣殿的穹窿顶和钟塔

哥特式建築在意大利的影响不大，有着古罗马和古希腊艺术底蕴的意大利和欧洲其他地方有着差异，文艺复兴运动兴起后，意大利的建筑师开始在吸收古代建筑的特色，诸如柱式、浮雕等。同时，他们也不断创造新的形式，如增加窗户数目等方法，并应用到新的建筑设计上。布拉特曼设计了格拉齐圣母堂、罗马掌玺大臣官邸等建筑。圣母百花圣殿的是文艺复兴建筑在佛罗伦萨的代表作，多名艺术家参与了该教堂的建造，乔托、布鲁内莱斯基，特别是由布鲁内莱斯基设计的圣母百花圣殿大圆顶，16世纪，文艺复兴建筑的辉煌在罗马展开，由于教廷的支持下，艺术家们开始使用文艺复兴的风格装点罗马城。圣伯多禄教堂是意大利文艺复兴时期的精品之作，建筑师与艺术家勃拉芒特、拉斐尔、米开朗基罗和小莎迦洛等都曾参与设计。作为另一个艺术中心，威尼斯的建筑有威尼斯总督府、圣马可图书馆、圣乔治教堂。在法国，在君主弗朗索瓦一世带领下，延请意大利的艺术家北上，兴建枫丹白露宫、香堡、布卢瓦城堡等宫殿建筑，这些建筑在带有文艺复兴风格的同时，往往还带有法国本民族的审美趣味。

## 雕刻

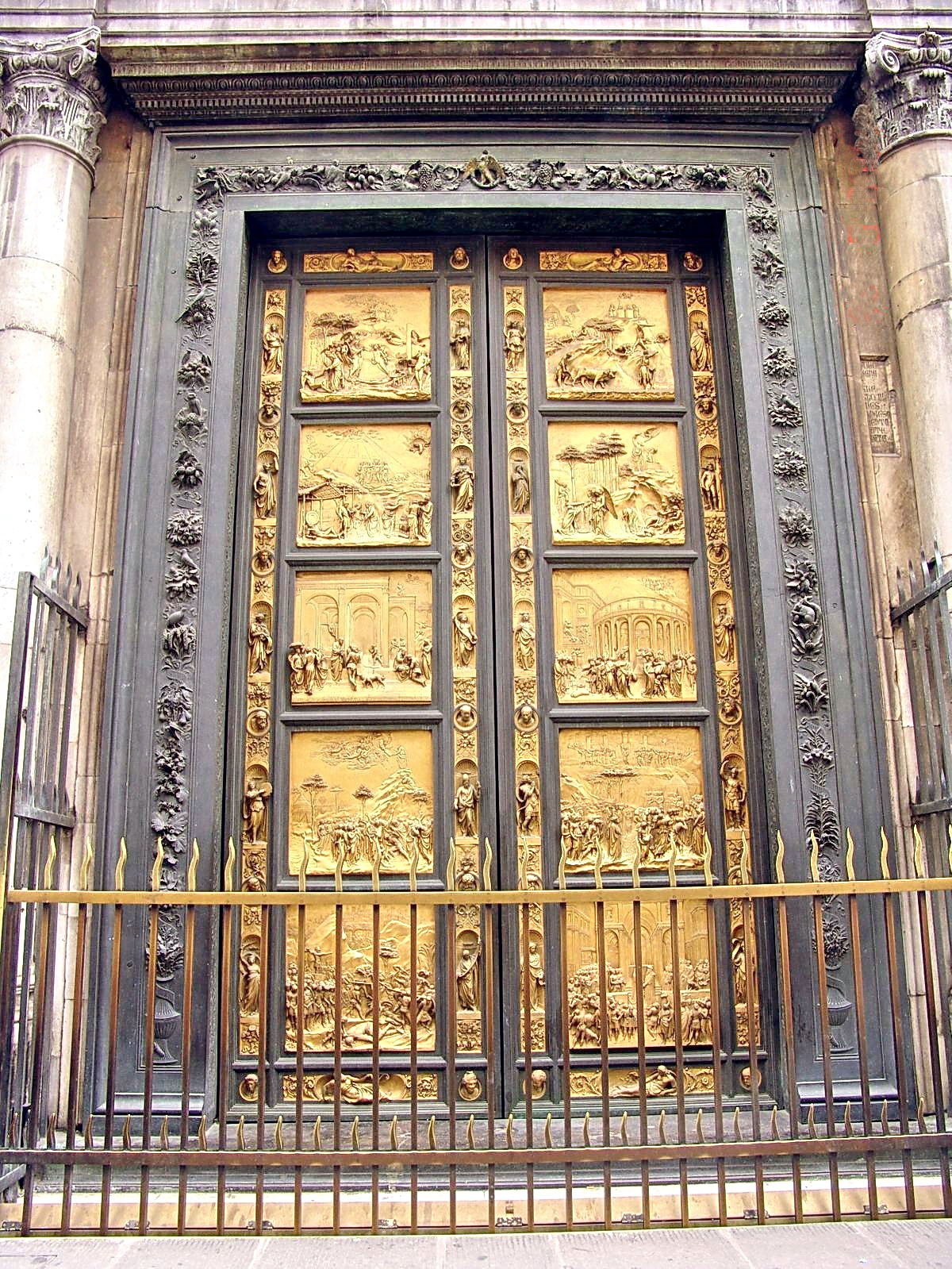
浮雕：天堂之门

1240年，比萨办起了一所雕像和徽章制作的学校，尼可拉·乔凡尼便迁来比萨，他和其子乔凡尼·皮萨诺是早期，他们一起合作设计了许多作品。14世纪40年代黑死病袭击整个欧洲，使得文艺复兴运动受到了影响。雕刻也不例外。在沉寂了一段时间后，文艺复兴运动开始重新兴起，洛伦佐·吉贝尔蒂是15设计上半叶最重要的雕刻家。他的主要作品是佛罗伦萨洗礼堂的铜门，为此，他前前后后花了数十年的时间，这就是著名的天堂之门。15世纪另一个著名的雕刻家是多那太罗，文艺复兴初期写实主义与复兴雕刻的奠基者，对当时及后期文艺复兴艺术发展具有深远影响。15世纪著名的雕刻家还有安德烈阿·德尔·维洛及欧、安德烈阿·德尔·洛比亚、安东尼奥·洛些利诺等。进入16世纪，三杰之一米开朗基罗不仅在绘画上还在雕刻显现出自己的才华。16世纪的另一个值得关注的是，法国在君主弗朗索瓦一世的治下达到了一个文化繁盛期，许多艺术家被请往法国，在枫丹白露开始为法国国王进行艺术创作。在这其中，著名的雕刻家有罗索、普力马提乔、契里尼。

## 文艺复兴三杰
由于达芬奇、米开朗基罗、拉斐尔三人成就极大，这三人被誉为文艺复兴三杰。这三人都出生于15世纪下半叶，其中达芬奇最为年长，拉斐尔最年轻。在15世纪末活跃于画坛，长寿的米开朗基罗一直到1564年才去世。他们的出现标志着文艺复兴美术的顶峰。

### 達文西
達文西大約在1482年至1498年間前往米蘭。後來又前往威尼斯。隨後於西元1500年的4月終回到佛羅倫薩。隨後一段時間他遊遍意大利。1506年，達文西回米蘭，在1513年至1516年間，達文西住在羅馬，當時著名的畫家像拉斐爾及米開朗基羅在羅馬很活躍，不過達文西並沒與這些藝術家經常接觸。達文西最後移居到法國，最終老死法國。達文西的主要作品有：《蒙娜麗莎》、《最後的晚餐》、《岩間聖母》等作品。達文西的作品運用自己獨創的薄霧法，表達空間結構，在他的作品中往往不關注顏色和形狀，而強調明暗關係。

### 米开朗基罗
米开朗基罗不仅是画家，还是雕塑家、建筑师、诗人。脾气暴躁，不合群，和达芬奇与拉斐尔都合不来，经常和他的恩主顶撞，但他一生追求艺术的完美，坚持自己的艺术思路。他的风格影响了以后几个世纪的艺术家。他的作品《最后的审判》被认为画尽了所有的人体。他的主要作品有：西斯廷天顶画、大卫像、圣母恸子像.

### 拉斐尔
早年，拉斐尔师从画家佩鲁吉诺。拉斐尔所绘画的画以“秀美”著称，画作中的人物清秀，场景祥和。拉斐尔擅长绘画圣母，他有多幅圣母作品。拉斐尔的主要作品有《雅典学院》、《圣母子》、《嘉拉提亚的凯旋》、《圣乔治大战恶龙》、《圣母与圣子》、《草地上的圣母》 《被钉在十字架的基督》，他能够将宗教的虔诚和非宗教的美貌有机地融为一体，将基督教和异教，统统融合在一起，创造出和谐的场面。

## 影响
文艺复兴美术在西方美术史上占重要的地位，它是文艺复兴运动的重要组成部分。它深刻的影响了西方美术，摆脱了中世纪以来近1000年的艺术模式，重新向写实主义靠近。同时，在绘画工具上，油画得以发明并推广，也是美术史上不小的进步。